# Enicospilus breviterebrus
Enicospilus breviterebrus är en stekelart som beskrevs av Nikam 1975. Enicospilus breviterebrus ingår i släktet Enicospilus och familjen brokparasitsteklar. Inga underarter finns listade i Catalogue of Life.